# Sheldon Dick
Sheldon Dick (1906–1950) byl americký vydavatel, literární agent, filmař a fotograf. Pracoval pro společnost Farm Security Administration během Velké hospodářské krize a dokumentoval život v Americe. Byl členem bohaté rodiny průmyslníka. Vydal knihu básníka Edgar Lee Masterse a natočil dokumentární film o těžbě pro edukativní účely. Je známý především fotografiemi pro společnost FSA a násilnými okolnostmi okolo své smrti.

## Život
Sheldon Dick byl synem Alberta Blaka Dicka, bohatého výrobce cyklostylů v Chicagu a Mary Henrietty Dickové. Vzal si Dorothy Michelsonovou, 21letou dceru vědce Alberta Abrahama Michelsona v roce 1927, krátce předtím, než začal studovat na Corpus Christi College v Cambridge při Cambridge University.
Po návratu do Spojených států žili v New Yorku, jejich dcera, jmenovala se také Dorothy, se narodila krátce poté. Manželství však netrvalo dlouho. Paní Dicková v dubnu 1932 podala žádost o rozvod.
Dick v té době pracoval jako vydavatel - společně s jiným menším vydavatelem - C. Louis Rubsamen. Avšak pouze jedno vydání neslo jeho jméno: kniha básní The Serpent in the Wilderness básníka Edgara Lee Masterse, zveřejněná v limitované edici v roce 1933. Byla poměrně velká (8½ - 12 palců) se zřejmým důrazem na detail, avšak s některými chybami, asi nejhorší bylo náhodné vázání rukopisných stránek do některých výtisků.
Dick si v roce 1933 vzal Mary Lee Burgessovou, která mu později pomáhala v jeho dokumentární tvorbě. Jeho první fotografické práce vznikly v této době, krátce po jeho neúspěchu v nakladatelstvích. O dva roky později vydal knihu o Mexiku. Kniha však nebyla dobře přijata, nicméně některé kritiky uváděly, že "fotografie přidávají knize na hodnotě."

## FSA

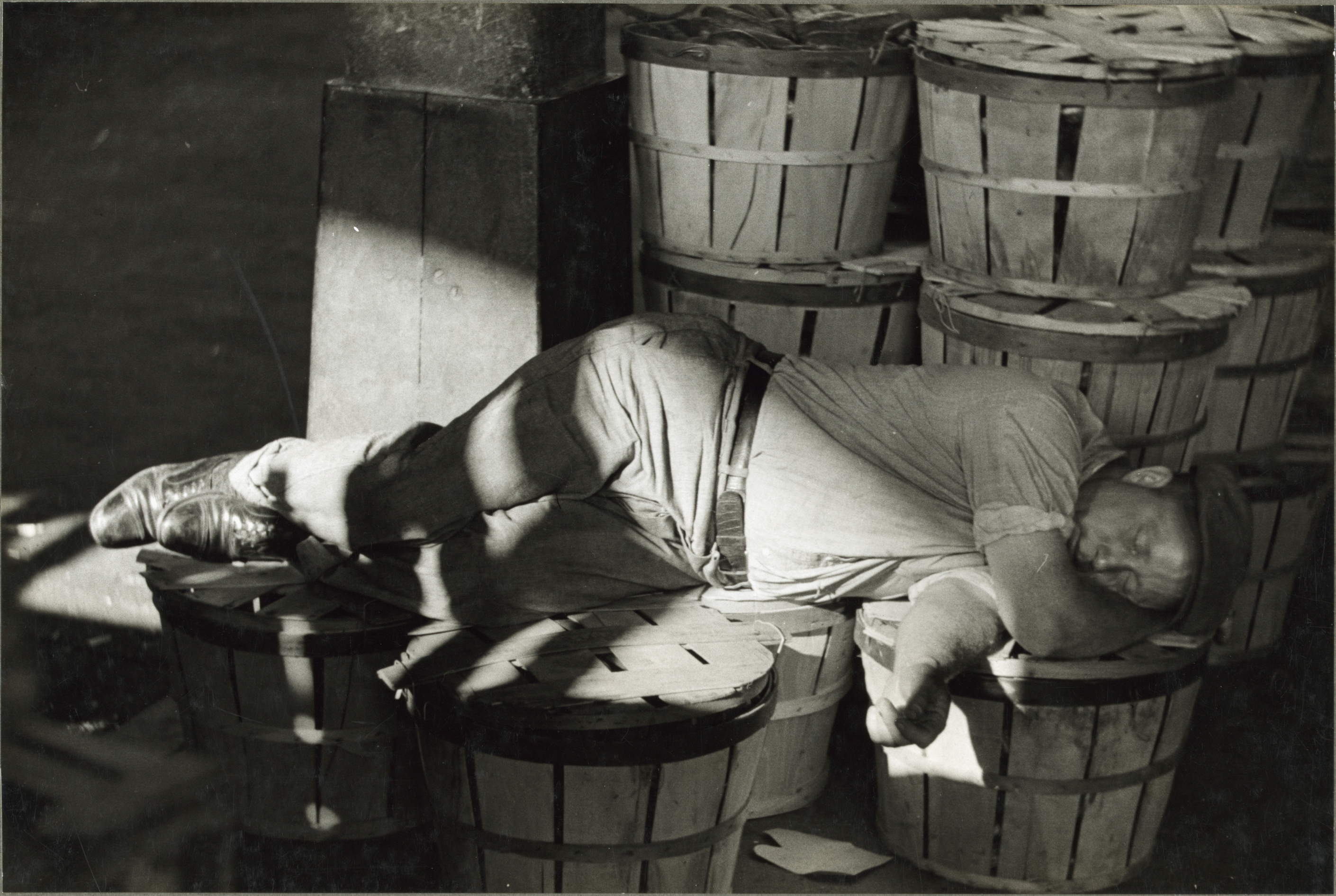
Muž spící na rybím trhu, Baltimore, Maryland, červenec 1938

Společnost FSA byla vytvořena v USA v roce 1935 v rámci New Deal. Jejím úkolem bylo v krizi pomáhat proti americké venkovské chudobě. FSA podporovalo skupování okrajových pozemků, práci na velkých pozemcích s moderními stroji a kolektivizaci. Se vstupem USA do druhé světové války však nastala změna: projekt FSA dostal jiné jméno – Office of War Informations (OWI) – a také jiný program. Ve válce musela propaganda ukazovat, jak jsou Spojené státy silné a ne jaké mají potíže. V roce 1948, kdy FSA zanikla, byla dokonce snaha pořízené dokumenty zničit, aby nemohly být použity pro propagandu komunistickou.
Dickovo bohatství mu umožnilo zajistit financování z vlastních zdrojů a dalo mu nezávislost, které ostatním fotografům chybělo. Stryker se pokusil poskytnout určité vodítko pro typ fotografií, které hledal.

## Galerie

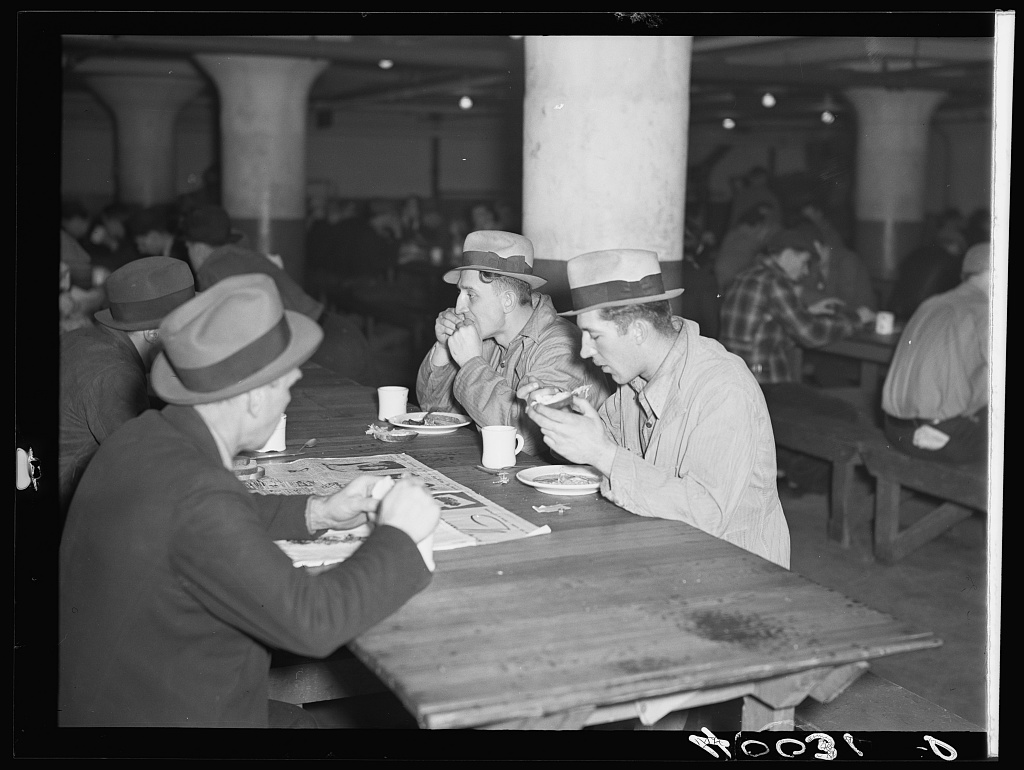
V lednu a únoru 1937 Dick fotografoval stávku Flint Sit-Down Strike pro FSA.
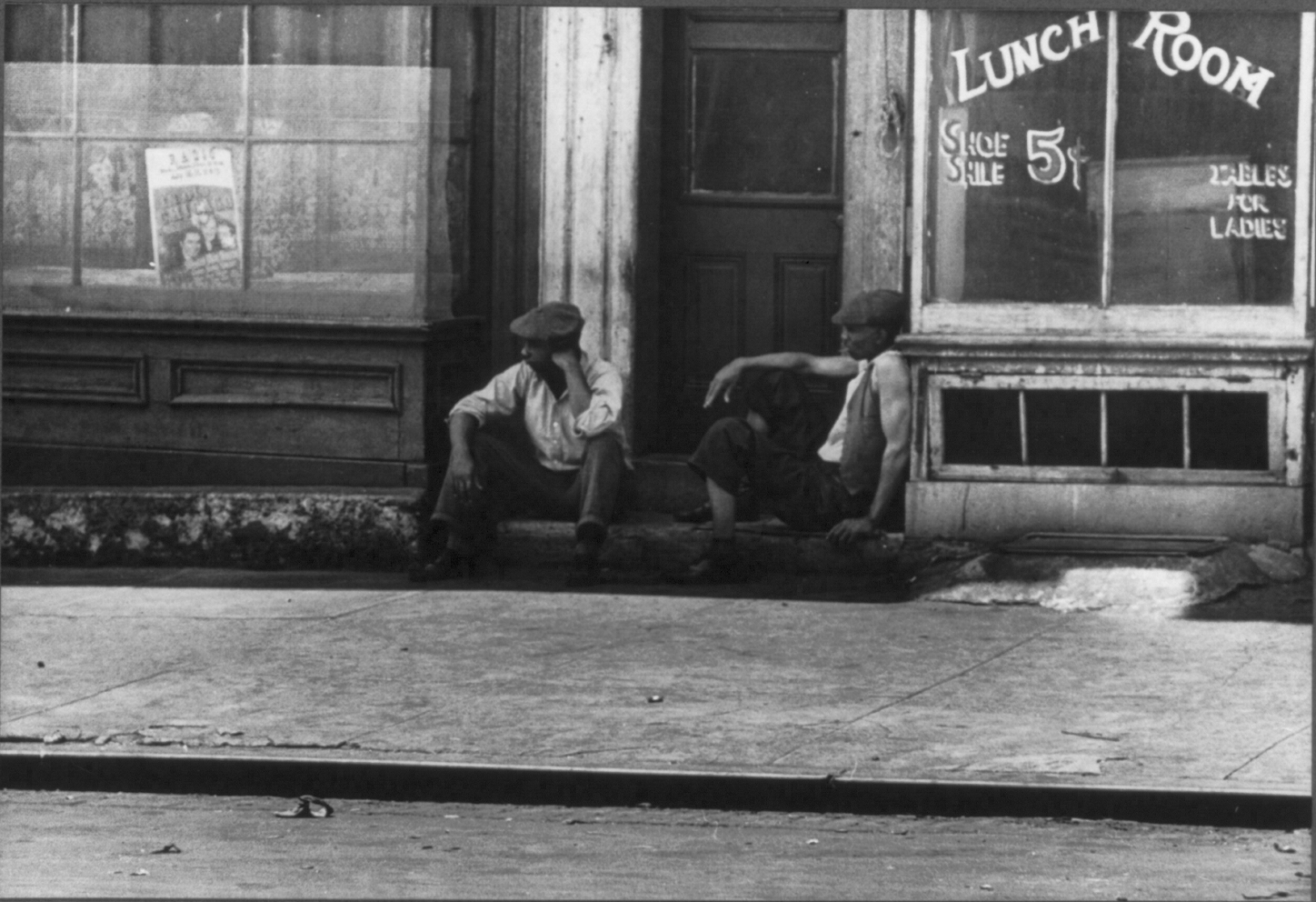
červenec 1938, Dick v Baltimore fotografoval chudé černé a bílé čtvrti.
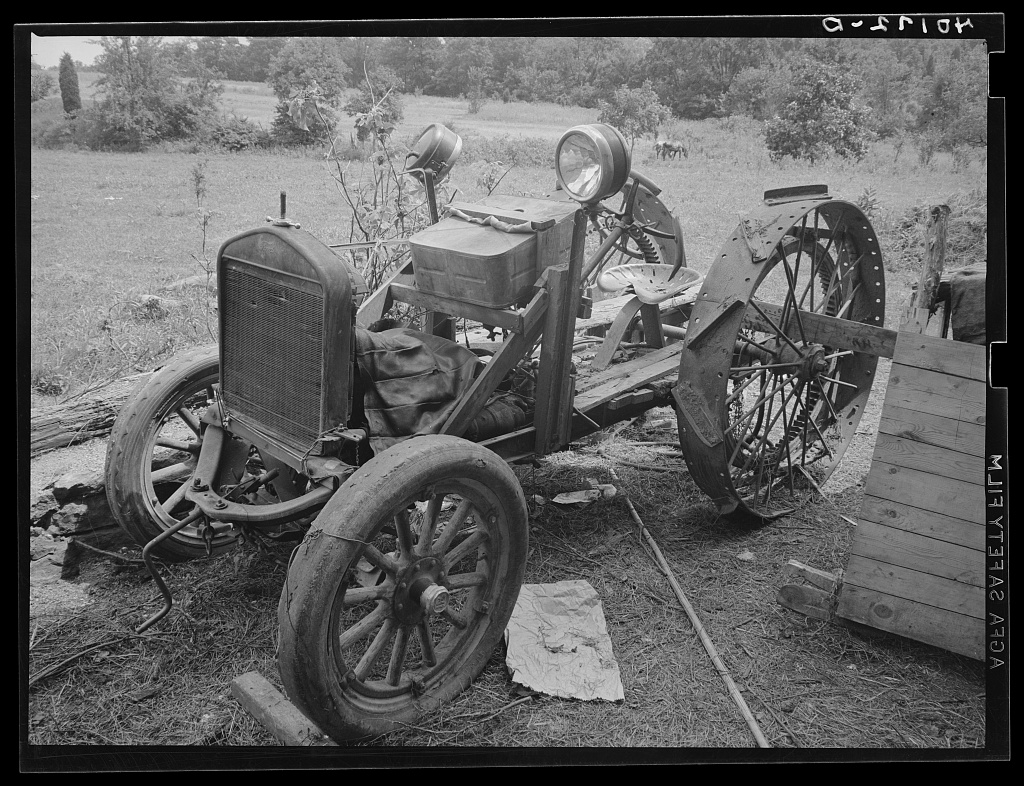
Fotografie domácího traktoru ze srpna 1938 u zemědělského klienta FSA, Berks County, Pensylvánie.
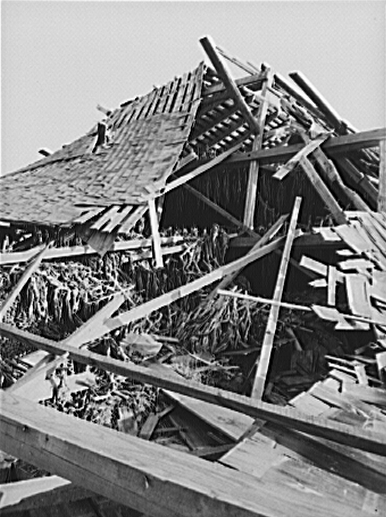
V září 1938 Dick pořídil fotografie škod z hurikánu v New England v Connecticut (kde byla pořízena tato fotografie poničené stodoly na tabák) a v Massachusetts.
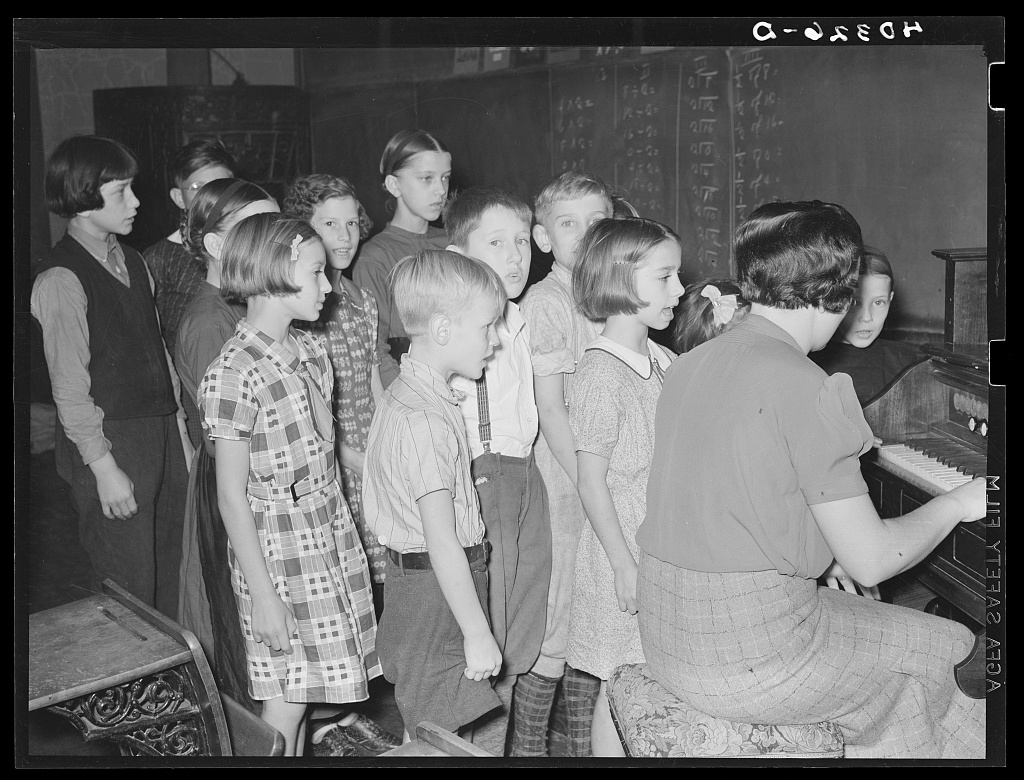
Popisek tohoto snímku obvykle obsahuje zprávu: "Všimněte si amonitského chlapce úplně vlevo."[10], asi 1938
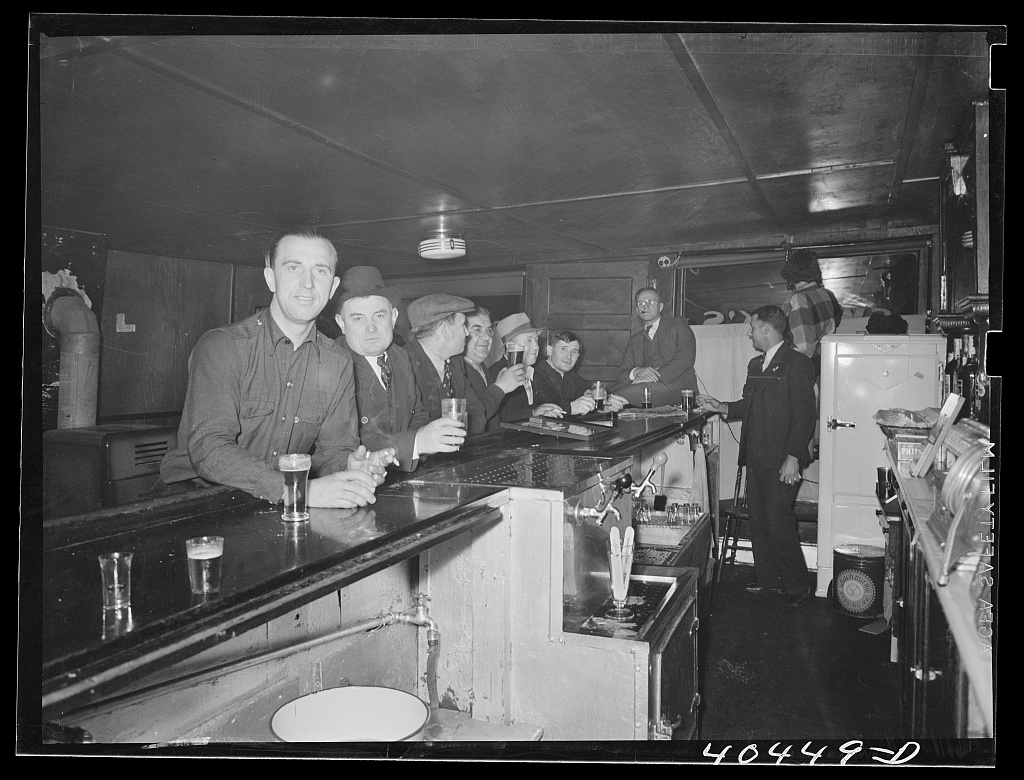
Při pořizování dokumentu o důlních městech v Pensylvánii vznikl i tento obrázek Mužů u baru v Gilbertonu zaměřený na každodenní aktivity, asi 1938.